# Antonio Terenghi
Antonio Terenghi est un dessinateur de bandes dessinées italien né le 31 octobre 1921 à Alano di Piave et mort le 26 octobre 2014 à Milan.